# Смерть Аміра Техкала
Амір Техкал (англ. Amir Tehkal; урду عامر تہکال; і'мя при народженні:Рафіулла) — афганський біженець. Амір є жертвою поліцейських катувань. У середу, 24 червня 2020 року, було зареєстровано справу проти чотирьох поліцейських, яких заарештували в зв'язку з інцидентом..

## Історія
Все почалося в червні 2020 року з відео Аміра, який лайвиво говорить про поліцію та інших чиновників. Після того, як відео стало вірусним у соціальних мережах, поліція Текальського відділення поліції взяла його під варту, знявши з ним відео де Амір був напів оголеним в середу 24 червня 2020 року. Його друзі сказали, що він працював у ресторані, але після дружби з наркоманом став залежним від наркотиків і в нетверезому стані вживав ненормативну лексику в сторону поліції.

## Дії уряду
Головний міністр Хайбер Пахтунхва Махмуд Хан наказав главі поліції  Санаулла Аббасі негайно знайти та заарештувати всіх працівників поліції, які брали участь у інциденті, а також  подати звіт, наголосивши що сім'ї постраждалого буде надано повне правосуддя . Уряд провінції також створив комітет високого рівня для розслідування інциденту. Інформаційний радник Ажмал Хан Вазір заявив, що уряд провінції ухвалив рішення про проведення судового розслідування за фактом насильства в поліції проти Аміра. .
Рашид Хан з Вищого суду Пешавара викликав начальника поліції провінції Санаула Аббасі та начальника поліції Пешавара, виніс їм догану і заявив, що інцидент похитнув основи суспільства.

## Протести
Громадяни розпочали акції протесту проти поліції в Пешаварі та по всій Хібер-Пахтунхві за катування Аміра та виготовлення його напівголого відеоролика, незважаючи на спеку та загрозу коронавірусу. Протестувальники вимагали негайних дій проти поліціянтів, причетних до інциденту..